# Linha 13 dos ônibus de Londres
A London Buses Route 13 é uma rota de ônibus contratada pela Transport for London em Londres, Inglaterra. Correndo entre a estação rodoviária de North Finchley e a estação Victoria, é operado pela RATP Dev Transit London .

## História

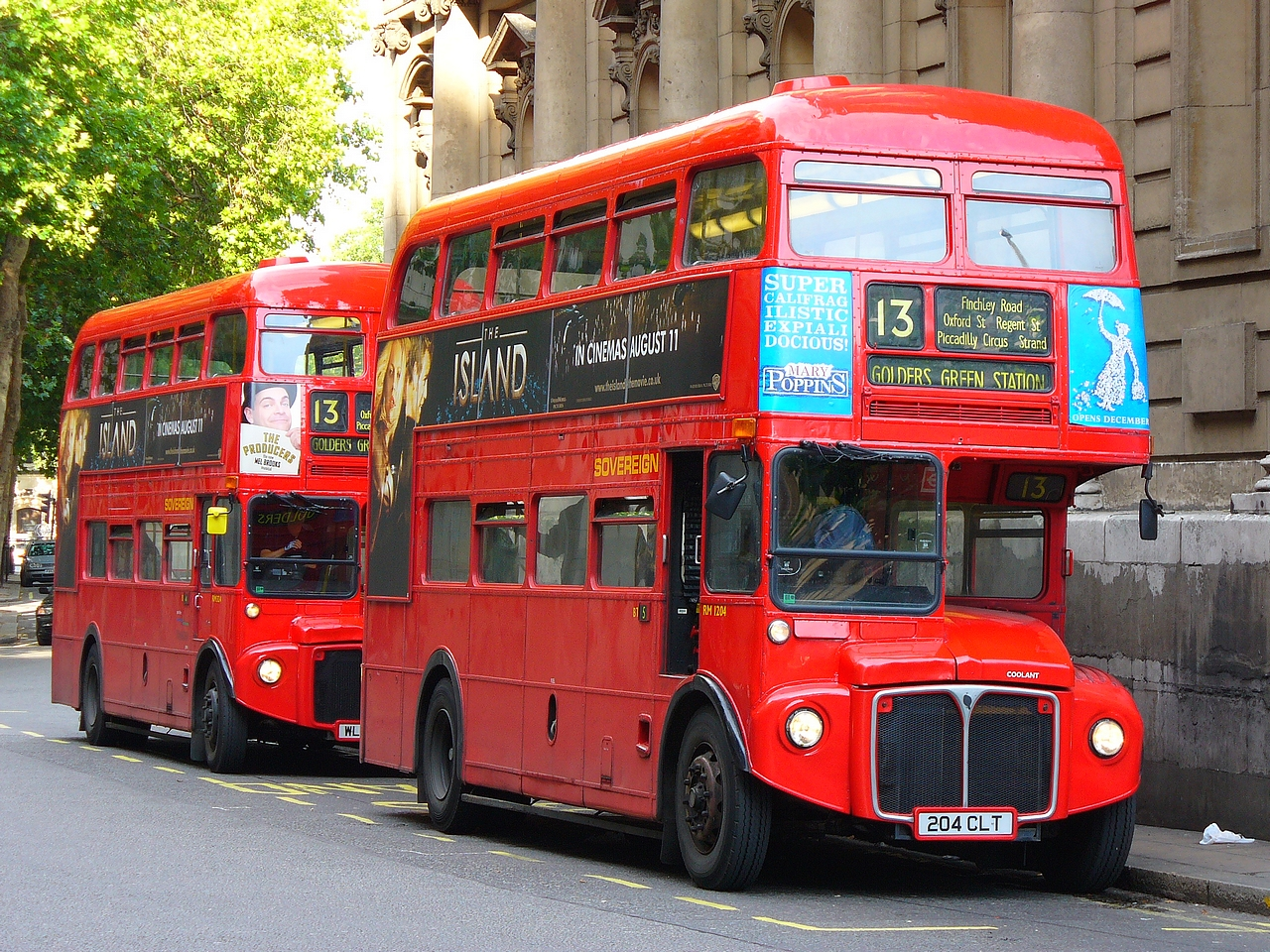
London Sovereign AEC Routemasters em Aldwych em agosto de 2005

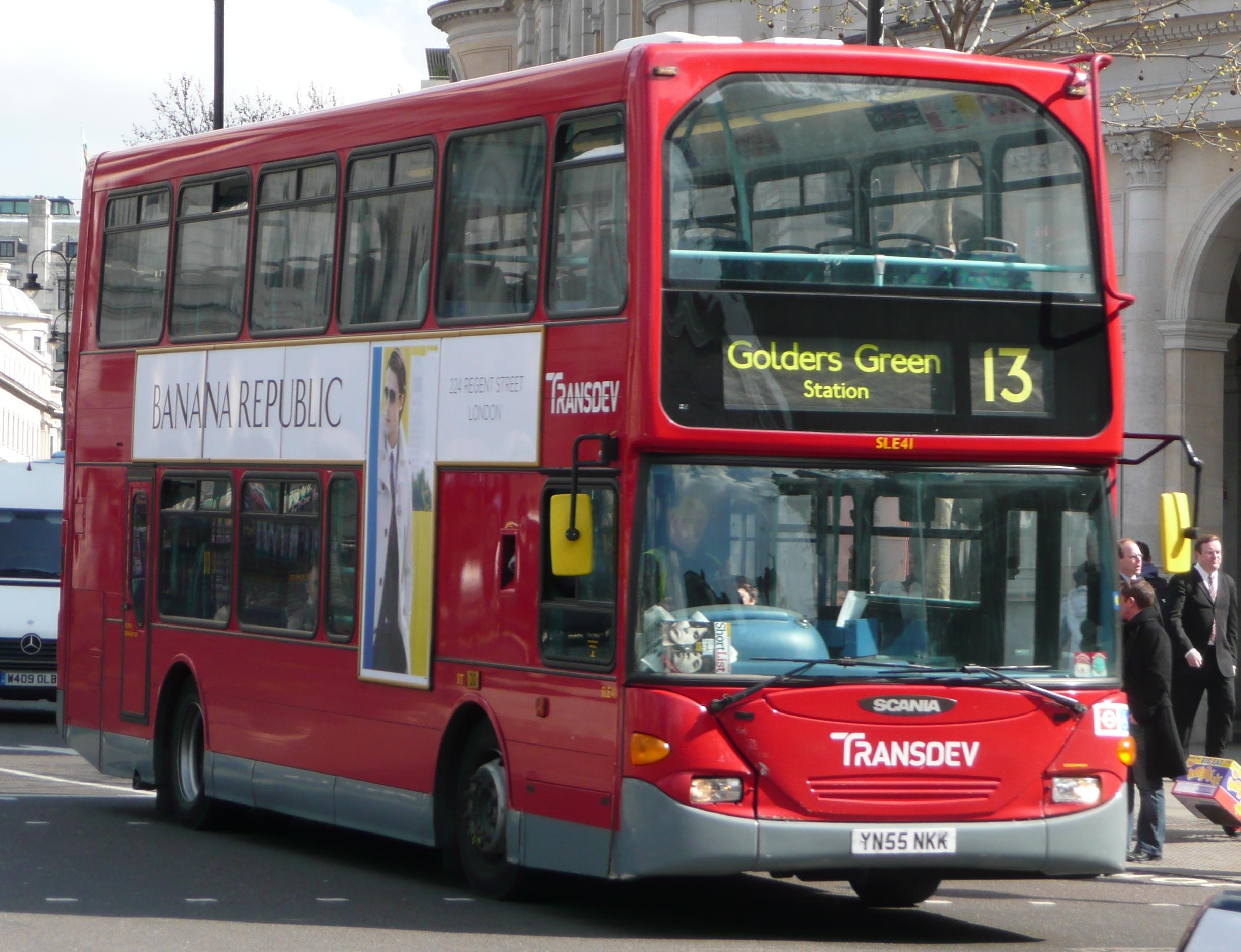
Transdev London Scania OmniDekka em abril de 2008

Na década de 1930, a rota 13 ia de Hendon a London Bridge com ônibus do tipo STD alocados na garagem de Hendon (AE). A alocação foi dividida entre as garagens Cricklewood e Hendon . Hendon-Golders Green foi reduzido para horário de pico de segunda a sexta-feira e tardes de sábado apenas durante a Segunda Guerra Mundial, depois retirado completamente na década de 1950. Novos AEC Routemasters foram introduzidos na rota em 1963, quando ela era compartilhada entre as garagens de Hendon e Rye Lane. Em janeiro de 1970, a rota adquiriu uma alocação de Muswell Hill e foi cortada de London Bridge para Aldwych, antes de ser estendida de Golders Green para North Finchley em 1978, substituindo 2B .
Em 4 de dezembro de 1993, a operadora independente BTS Coaches of Borehamwood assumiu a operação da rota 13 após um processo de licitação competitivo. A rota se tornou uma das duas rotas AEC Routemaster a passar para uma operadora privada antes da privatização da London Buses (a outra sendo a rota 19, que passou para a Kentish Bus no início do mesmo ano). Isso resultou no fechamento da garagem Finchley, já que a rota 13 era então sua rota principal. A rota 13 foi cortada para Golders Green. A mudança de operadora reintroduziu a operação de tripulação de domingo na capital, já que o BTS não tinha veículos suficientes apenas com motorista para cobrir o serviço de domingo. Uma frota de Routemasters foi alugada da London Transport e pintada em vermelho papoula.
Posteriormente, o BTS foi vendido para a Sovereign Bus &amp; Coach, uma operadora de Hertfordshire e anteriormente parte da London Country Bus Services (e posteriormente London Country North East ). Embora outros ônibus BTS tenham ganhado a pintura azul e creme do Sovereign, os Routemasters permaneceram em vermelho papoula; a rota 13 foi a última rota em Londres a ser operada usando Routemasters em uma cor diferente do vermelho London Transport. O depósito em Borehamwood foi vendido com a mudança do BTS para a antiga garagem da London Transport em Edgware .
A rota não foi licitada novamente até 2000, pois nenhuma licitação foi recebida para a rota. O Sovereign foi persuadido a fazer uma oferta e quando o novo contrato começou em 1º de setembro de 2001, a rota continuou praticamente inalterada. O novo prefeito Ken Livingstone havia sido eleito em um manifesto que incluía o aumento do número de Routemasters em serviço na capital. A Rota 13 foi convertida de volta à operação Routemaster na mudança de licitação com ônibus que foram reconstruídos por Marshall .
No entanto, uma mudança de política viu todas as rotas do Routemaster convertidas de volta para operação de uma pessoa com rota convertida em 22 de outubro de 2005.
Quando novamente licitada, a rota 13 foi retida pelo London Sovereign com um novo contrato com início em 31 de agosto de 2013. Os Volvo B5LHs com carroceria Wright Eclipse Gemini 2 foram lançados na mesma data. Em março de 2015, a Transport for London abriu uma consulta pública sobre propostas para eliminar a rota. A rota foi salva após intervenção do prefeito de Londres, Boris Johnson . Em setembro de 2016, seis Volvo B5LHs com carroceria Wright SRM entraram em serviço na rota. Em julho de 2016, sob o mandato do novo prefeito de Londres Sadiq Khan, a TfL abriu outra consulta sobre propostas para estender a rota para North Finchley e desviá-la para a estação Victoria, substituindo a rota 82 . Isso entrou em vigor em 1º de abril de 2017, sendo operado pela Tower Transit e se tornando uma rota de 24 horas.

## Rota atual
A Rota 13 opera através destes locais principais: 
- Rodoviária North Finchley
- Finchley Estação Central
- Estação Golders Green
- Childs Hill Cricklewood Lane
- Fortune Green Lyncroft Gardens
- Estação Finchley Road e Frognal
- Centro de O2
- Estação Finchley Road
- Estação Chalé Suíço
- Estação de St John's Wood
- Campo de Críquete do Senhor
- Mesquita Central de Londres
- Estação da Rua Baker
- Portman Square
- Estação Marble Arch
- Estação Hyde Park Corner
- estação Victoria